# Marcello Giannini
Marcello Giannini (Firenze, 5 maggio 1927 – Firenze, 2 maggio 2014) è stato un giornalista, scrittore e commediografo italiano.

## Biografia
Laureato in sociologia della comunicazione, con tesi di ricerca dal titolo Strategia del consenso nella informazione sportiva, è giornalista professionista dal gennaio 1956. Assunto dalla Rai di Firenze nel 1950, dopo tre anni di collaborazione esterna, diventa uno dei più stretti collaboratori del caporedattore Omero Cambi. Ne assume le funzioni dopo la sua scomparsa, avvenuta nel marzo 1965.
Giannini si distingue per i servizi di cronaca e di sport che alimentano, ogni giorno, i notiziari regionali della Toscana. È lui a descrivere, alla radio e alla televisione, il dramma vissuto da Firenze durante l'alluvione del 4 novembre 1966. La sua testimonianza, trasmessa nelle varie edizioni del giornale radio e del telegiornale, tra le quali anche quello nazionale della sera - in diretta - documenta l'entità del disastro che ha colpito la città.
I servizi effettuati durante e dopo l'inondazione gli valgono una lunga serie di riconoscimenti, tra i quali il premio Cuore d'oro 1966, assegnatogli dal comune di Firenze con una cerimonia pubblica a Palazzo Vecchio.
Nel 1969 i suoi commenti accompagnano il vittorioso campionato della Fiorentina, concluso con la conquista del secondo titolo tricolore.
Negli anni settanta diventa uno dei corrispondenti più conosciuti dai campi di 90º minuto. Con le sue parole narra le vicende della squadra della sua città, legando il proprio nome ai momenti più o meno felici della formazione viola. 
Lascia la Rai nel 1992 per raggiunti limiti di età.
È autore di un radiodramma dal titolo Estate di San Martino, per il quale vince una sezione del Premio Stresa di radiodrammaturgia nel 1949. Il lavoro viene trasmesso dalla Rai negli anni seguenti.
Alla professione giornalistica, affianca una significativa attività di scrittore. Negli anni ottanta pubblica Il calcio dalla A alla Z con Giancarlo Antognoni, e Arbitrare è bello, con l'arbitro Alberto Michelotti.
Nel febbraio 2010 esce Diversa e migliore, uno sviluppo narrativo di una ricerca sociologica sulla condizione della donna.
Giannini è stato anche consigliere al comune di Firenze, eletto come indipendente nelle liste della Dc.
La salma di Marcello Giannini riposa nel piccolo cimitero di Lastra a Signa.